# Комакі-Мару
Комакі-Мару (Komaki Maru) — транспортне судно, яке під час Другої світової війни взяло участь в операціях японських збройних сил на Філіппінах, в Індонезії та в архіпелазі Бісмарка.

## Передвоєнна історія
Судно спорудили в 1933 році на корабельні Harima Shibuilding and Engineering на замовлення компанії Kokusai Kisen, котра використовувала його в міжнародних перевезеннях між японськими портами Йокогамою, Моджі, Кобе та Лос-Анджелесом, Галверстоном, Нью-Орлеаном, Балтимором, Нью-Йорком, Манілою, Сінгапуром, Пенангом. Окрім транспортування вантажів, воно також могло надавати послуги з перевезення 12 пасажирів.
У листопаді 1940-го судно реквізували для потреб Імперського флоту Японії та відправили на корабельню Mitsubishi Zosen у Йокогамі для переобладнання в авіатранспорт, призначений для перевезення літаків у розібраному стані, запасних частин до них та авіаперсоналу. Під час цієї модернізації в носовій частині та на кормі встановили 120-мм гармати. Переобладнання завершили в січні 1941-го, а з березня судно почало здійснювати рейси між портами Йокогама, Тояма, Сасебо, Такао (Гаосюн на Тайвані) та пунктами призначення на островах Мікронезії та узбережжі материкового Китаю.
21 листопада 1941-го Комакі-Мару придали 23-й повітряній флотилії ВМС Японії.

## Участь у Другій світовій війні
25 грудня 1941-го судно вийшло з Такао та попрямувало на Філіппіни, де 29 грудня в затоці Ламон-Бей (східне узбережжя острова Лусон) зазнало пошкоджень під час обстрілу. Втім, воно й далі діяло в цьому районі, зокрема відвідало порти Давао (південне узбережжя острова Мінданао), Холо (однойменний острів у архіпелазі Сулу) та Таракан (біля східного узбережжя Борнео). 28 січня 1942-го Комакі-Мару повернулось до Такао.
2 лютого судно знову покинуло Тайвань та по першу декаду квітня діяло в інтересах японських сил вторгнення до Нідерландської Ос-Індії. Втім, один рейс здійснили в район, що лежить за кілька тисяч кілометрів далі на схід — 4 березня 1942-го Комакі-Мару прибуло в архіпелаг Бісмарка до Рабаулу, захопленого японцями 23 січня. Ймовірно, воно доправило сюди винищувачі Mitsubishi A6M («Зеро») для 4-ї морської авіагрупи зі складу 24-ї повітряної флотилії ВМС Японії (з квітня передана до 25-ї флотилії). 8 березня Комакі-Мару покинув Рабаул, після чого вже 14 березня прибув до Кендарі, на південно-східному завершенні острова Целебес (Сулавесі). Тут він вивантажив Mitsubishi A6M для 3-ї морської авіагрупи 23-ї флотилії. Протягом наступних тижнів Комакі-Мару відвідав порти Макассар (південно-західне завершення Целебесу), Денпасар (острів Балі), Купанг (острів Тимор), Амбон (на однойменному острові). В усіх випадках він доставляв винищувачі для 3-ї морської авіагрупи, а у Денпасарі — також для Тайнаньської морської авіагрупи (так само 23-я флотилія).

## Загибель
10 квітня 1942-го судно прибуло до Давао, звідки вже наступного дня вийшло на схід і 16 квітня прибуло в район Рабаулу. 17 квітня воно пришвартувалось у Сімпсон-Гарбор біля причалу № 3, висадило льотчиків Тайнаньської морської авіагрупи та почало розвантажувати доправлені бомби та іншу амуніцію.
18 квітня 1942-го о 10:30 ранку Сімпсон-Гарбор атакували літаки B-26 зі складу 22-ї бомбардувальної групи, яка базувалась в австралійському Таунсвіллі (східне узбережжя континенту, штат Квінсленд). Комакі-Мару був уражений бомбою та сів на ґрунт, при цьому його верхня частина виднілася з води. Він став першим японським судном, потопленим у гавані Рабаулу.
Надалі корпус Комакі-Мару наповнили ґрунтом та почали використовувати як причал (в такому статусі він існує і зараз).